# Adrián Campos, jr.
Adrián Campos-Suñer Torres (Valencia, España; 5 de octubre de 1988), más conocido como Adrián Campos Jr., es un expiloto de automovilismo español y director de la escudería Campos Racing desde el fallecimiento de su padre, el expiloto de Fórmula 1 Adrián Campos. Compitió en monoplazas de 2005 a 2011, donde sufrió un gran accidente en Auto GP que le lesionó dos vértebras. Entre sus resultados destaca la tercera posición del Campeonato de España de F3 en 2006, cuarto en la European F3 Open de 2009 y sexto de Indy Lights en 2010 con un podio.

## Trayectoria

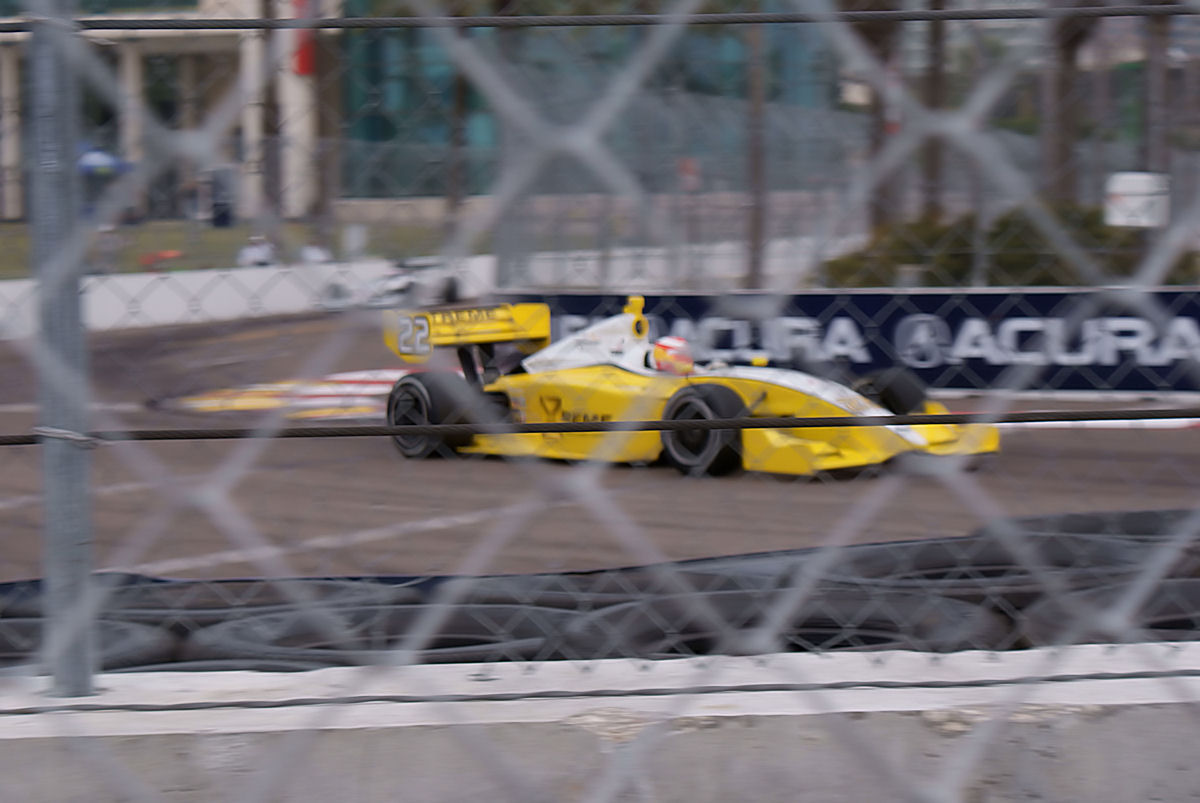
Campos en la IndyLights de 2010.

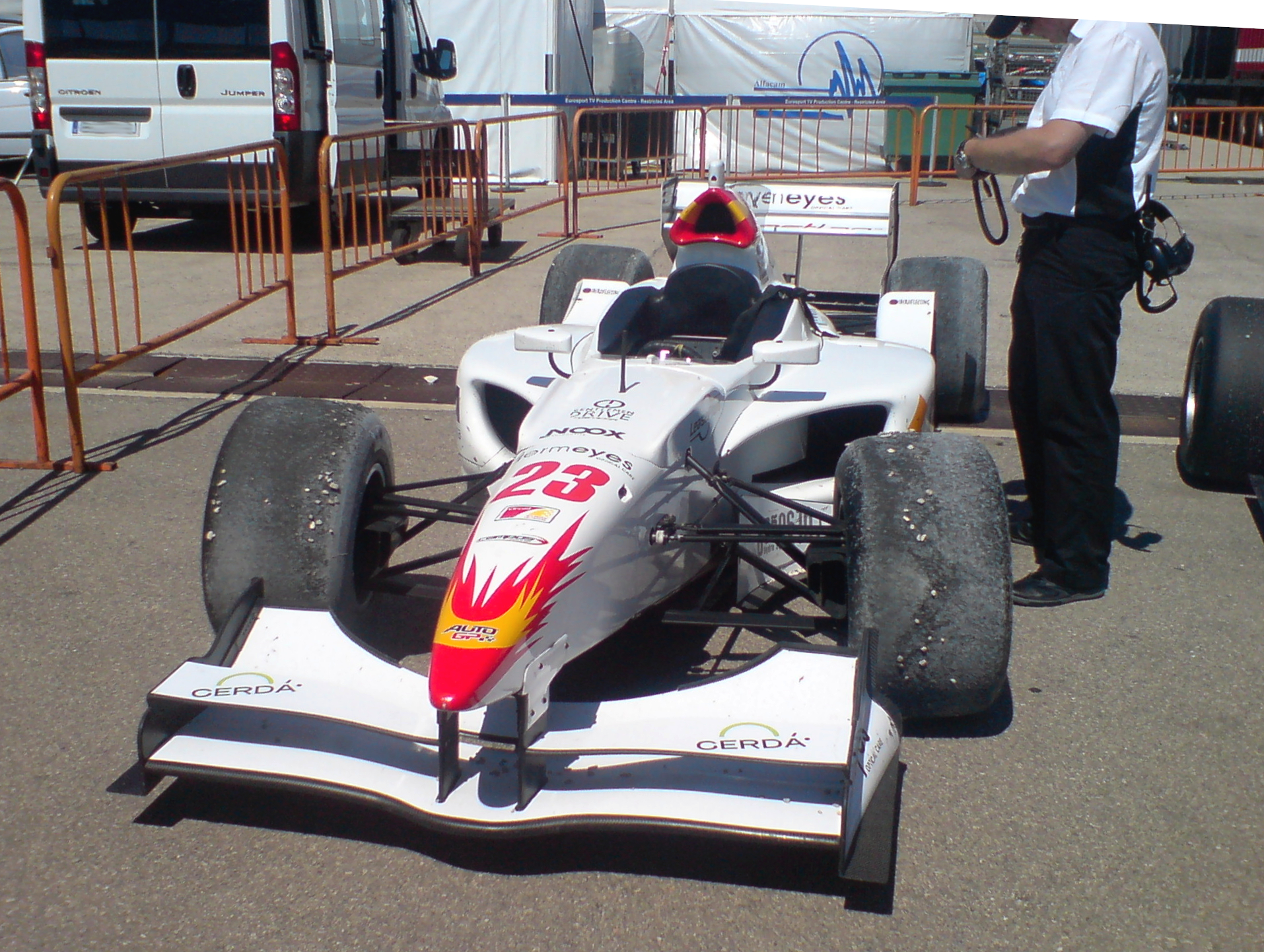
Campos Racing de Campos Jr. en su ronda de casa (Cheste) con la Auto GP (2011). Fue su última carrera como piloto.

Influenciado por el entorno familiar y sobre todo por su padre, Campos jr comenzó su trayectoria deportiva en el karting en 2003, donde se mantuvo activo hasta 2004 logrando ser subcampeón de la Comunidad Valenciana. 
En 2005 se trasladó a las carreras con fórmulas al apuntarse al Master Junior Fórmula terminado en sexto lugar en el campeonato. Posteriormente hizo su debut con el equipo de su padre (el Campos Racing) en el Campeonato de España de F3 disputando una carrera. En 2006, se mantuvo en la Fórmula 3, pero con la Escuela Profiltek Circuit. Finalizó 18º en la clasificación general y tercero en la clasificación de la Copa de España. En 2007 regresó al equipo de su padre y logró dos segundos puestos como mejores resultados y la décima posición de la general. En 2008 Campos obtuvo la primera victoria en la Fórmula 3 española y fue octavo en la general, mientras que su compañero de equipo Germán Sánchez ganó el campeonato. En 2009 repitió con la novedad del cambio de la nomenclatura del campeonato a la European F3 Open. Ganó dos carreras esa temporada y terminó cuarto en la clasificación de pilotos. Su compañero de equipo Bruno Méndez, ganó el campeonato.
En 2010 abandonó Europa y se trasladó a América del Norte para competir en la Indy Lights. Empezó como compañero de equipo de James Hinchcliffe para el equipo Moore Racing. Mientras Hinchcliffe fue subcampeón, el español terminó con tres cuartos puestos como mejores resultados y consiguió el sexto lugar final. También fue el segundo mejor rookie por detrás del campeón de la competición Jean-Karl Vernay. Obtuvo el premio al piloto con mejor progresión del año.
Para 2011 disputó la Temporada 2011 de Auto GP, en los entrenamientos de la primera cita sufre un gran accidente donde se lesiona dos vértebras, por lo que se pierde las 2 rondas siguientes, finalmente disputa tan sólo 5 carreras obteniendo como mejor resultado un 5º puesto en la ronda de Oschersleben.

## Resultados
| Temporada    | Series                                  | Escudería                 | Carreras | Victorias | Poles | VR | Podios | Puntos | Pos. |
| ------------ | --------------------------------------- | ------------------------- | -------- | --------- | ----- | -- | ------ | ------ | ---- |
| 2005         | Master Junior Fórmula                   |                           | 20       | 3         | 0     | ?  | 8      | 348    | 6.º  |
| 2005         | Campeonato de España de F3              | Campos Racing             | 1        | 0         | 0     | 0  | 0      | 0      | 24.º |
| 2006         | Campeonato de España de F3              | Escuela Profiltek-Circuit | 14       | 0         | 0     | 0  | 0      | 5      | 17.º |
| 2006         | Campeonato de España de F3 - Clase Copa | Escuela Profiltek-Circuit | 14       | 3         | 3     | ?  | 9      | 89     | 3.º  |
| 2007         | Campeonato de España de F3              | Campos Racing             | 14       | 0         | 0     | 0  | 2      | 42     | 10.º |
| 2008         | Campeonato de España de F3              | Campos Racing             | 17       | 1         | 0     | 1  | 3      | 58     | 8.º  |
| 2009         | European F3 Open                        | Campos Racing             | 16       | 2         | 2     | 1  | 3      | 76     | 4.º  |
| 2010         | Indy Lights                             | Team Moore Racing         | 13       | 0         | 0     | 0  | 1      | 307    | 6.º  |
| 2011         | Auto GP                                 | Campos Racing             | 5        | 0         | 0     | 0  | 0      | 12     | 16.º |
| Referencias: |                                         |                           |          |           |       |    |        |        |      |

### F3 Española/European F3 Open
| Temporada | Escudería     | JAR 1 | JAR 2 | JER1 1 | JER1 2 | EST 1 | EST 2 | ALB 1 | ALB 2 | MAG 1 | MAG 2 | CHE 1 | CHE 2 | JER2 1 | JER2 2 | CAT 1 | CAT 2 | Pos | Pts |
| --------- | ------------- | ----- | ----- | ------ | ------ | ----- | ----- | ----- | ----- | ----- | ----- | ----- | ----- | ------ | ------ | ----- | ----- | --- | --- |
| 2007      | Campos Racing | 8     | 20    | 8      | 8      | Ret   | DNS   | 7     | 6     | DNS   | 11    | 2     | 2     | 15     | 6      | 11    | 6     | 10  | 42  |

| Temporada | Escudería     | JAR 1 | JAR 2 | SPA 1 | SPA 2 | ALB 1 | ALB 2 | VSC 1 | VSC 2 | VF1 2 | MAG 1 | MAG 2 | VAL 1 | VAL 2 | JER 1 | JER 2 | CAT 1 | CAT 2 | Pos | Pts |
| --------- | ------------- | ----- | ----- | ----- | ----- | ----- | ----- | ----- | ----- | ----- | ----- | ----- | ----- | ----- | ----- | ----- | ----- | ----- | --- | --- |
| 2008      | Campos Racing | NC    | NC    | 15    | 13    | 18    | 20    | Ret   | Ret   | 6     | 3     | 3     | 4     | Ret   | 1     | 4     | 8     | 5     | 8   | 58  |

| Temporada | Escudería     | VAL 1 | VAL 2 | JAR 1 | JAR 2 | SPA 1 | SPA 2 | DON 1 | DON 2 | MAG 1 | MAG 2 | MON 1 | MON 2 | JER 1 | JER 2 | CAT 1 | CAT 2 | Pos | Pts |
| --------- | ------------- | ----- | ----- | ----- | ----- | ----- | ----- | ----- | ----- | ----- | ----- | ----- | ----- | ----- | ----- | ----- | ----- | --- | --- |
| 2009      | Campos Racing | 1     | Ret   | 5     | 4     | 15    | 6     | 11    | 5     | 3     | 4     | Ret   | 15    | 7     | Ret   | 1     | 6     | 4   | 76  |